# Triple Gold Club

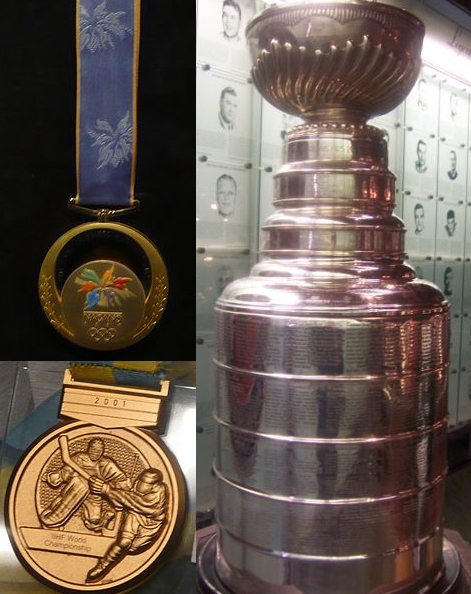
Trofea Triple Gold Club: złoty medal igrzysk olimpijskich, Puchar Stanleya oraz złoty medal mistrzostw świata

Triple Gold Club (z ang. Klub Potrójnego Złota) – termin używany w hokeju na lodzie do opisania grona hokeistów i trenerów, którzy zdobyli: złoty medal igrzysk olimpijskich, złoty medal mistrzostw świata oraz trofeum Puchar Stanleya w lidze National Hockey League (NHL). Międzynarodowa Federacja Hokeja na Lodzie (IIHF) uważa wyżej wymienione tytuły jako „trzy główne tytuły w tym sporcie”.

## Elementy Triple Gold Club
IIHF traktuje wyżej wymienione tytuły za „trzy główne tytuły w tym sporcie”. Jednakże do 1977 w mistrzostwach świata oraz do 1998 w igrzyskach olimpijskich nie mogli uczestniczyć profesjonalni zawodnicy, którzy grali w lidze National Hockey League (NHL). Obydwa turnieje pierwotnie przeznaczone były dla amatorów. Dodatkowo wielu czołowym graczom europejskim, zwłaszcza tym z ZSRR i Czechosłowacji, nie wolno było grać w NHL i walczyć o Puchar Stanleya przed upadkiem żelaznej kurtyny w 1989 roku.

### Złoty medal olimpijski
Turnieje hokejowe na igrzyskach olimpijskich odbywają się od 1920 roku. Turniej mężczyzn po raz pierwszy rozegrany został na letnich igrzyskach w Antwerpii. Był to pierwszy i ostatni udział tej dyscypliny na letnich igrzyskach. Cztery lata później hokej na lodzie stał się konkurencją zimowych igrzysk olimpijskich. Igrzyska olimpijskie pierwotnie były przeznaczone dla sportowców amatorów, więc gracze z NHL oraz innych lig zawodowych nie mogli w nich uczestniczyć. Początkowo rywalizację zdominowała reprezentacja Kanady, która w pierwszych siedmiu edycjach odniosła sześć zwycięstw. W 1956 roku po raz pierwszy w Igrzyskach udział wzięła reprezentacja ZSRR, która aż do upadku tego państwa stawała zawsze na podium igrzysk olimpijskich. Jedynie dwukrotnie nie zdobyła złotego medalu (w Olimpiadach, które odbyły się w Stanach Zjednoczonych). Pierwszy raz miało to miejsce podczas igrzysk w Squaw Valley (brąz). Po raz drugi zaś, Związek Radziecki przegrał złoto po pamiętnym meczu tzw. „cudzie na lodzie” w Lake Placid w 1980 roku. Inne drużyny, które zdobyły złoty medal tej imprezy to: Wielka Brytania w 1936, Szwecja w 1994 i 2006 oraz Czechy w 1998.
Wielu Kanadyjczyków z NHL było specjalistami w tej dyscyplinie sportu, więc kanadyjski związek hokejowy CAHA naciskał na możliwość gry zawodników profesjonalnych z amatorami. Po kilku debatach na temat definicji tego kim jest zawodowiec Międzynarodowy Komitet Olimpijski (MKOl) zdecydował, że wszyscy zawodnicy mogą rywalizować w igrzyskach olimpijskich odbywających się po 1988 roku. NHL nie był chętny do umożliwienia graczom rywalizacji w igrzyskach. Powodem był konflikt terminów. Igrzyska olimpijskie odbywają się w środku sezonu NHL. Liga musi zatrzymywać rywalizację, aby umożliwić udział ich graczy. Jednakże osiągnięto porozumienie zgodnie, z którym zawodnicy NHL mogą uczestniczyć w turnieju olimpijskim począwszy od 1998 roku.

### Złoty medal mistrzostw świata
Mistrzostwa Świata w hokeju na lodzie są corocznym turniejem organizowanym przez Międzynarodową Federację Hokeja na Lodzie (IIHF). Jest to najważniejszy międzynarodowy turniej hokejowy po turnieju olimpijskim. Turniej początkowo był uznawany jednoznacznie z turniejem olimpijskim. Miało to miejsce w 1920, 1924 i w 1928 oraz co cztery kolejne lata, aż do 1968 roku. Pierwsze mistrzostwa świata, które odbyły się niezależnie zorganizowano w 1930 roku. Wzięło w nich udział dwanaście zespołów. Na przestrzeni lat zmianom ulegał format mistrzostw i podział państw na grupy. Obecnie mistrzostwa świata odbywają się według podziału na grupy. Najlepsze drużyny grają w tzw. elicie. Turniej odbywa się zazwyczaj w maju i uczestniczy w nim 16 zespołów. Słabsze drużyny rywalizują w pięciu turniejach, w których startuje po sześć zespołów, jeśli natomiast występuje więcej niż 44 drużyny rozgrywany jest dodatkowy turniej kwalifikacyjny, w którym najsłabsze drużyny grają w najsłabszej tzw. III dywizji. W turnieju elity po fazie grupowej odbywa się dodatkowo faza pucharowa, której zwycięzca zostaje mistrzem świata.
Tak, jak na igrzyskach olimpijskich, tak i na mistrzostwach świata w pierwszych turniejach dominującą rolę odgrywała Reprezentacja Kanady, wygrywając je 12 razy pomiędzy 1930 a 1952 rokiem. W 1954 roku w mistrzostwach świata zadebiutował zespół Związku Radzieckiego i od tego czasu stał się głównym rywalem Kanady. Od 1963, aż do rozpadu ZSRR w 1991 roku, reprezentacja tego państwa zdobyła 20 mistrzowskich tytułów, co jest rekordem. W tym okresie Rosjanie siedmiokrotnie nie wywalczyli złota. Pozostałe drużyny, które zdobyły tytuł mistrza świata to przedstawiciele tzw. „Wielkiej Siódemki”: Kanady, Czech, Finlandii, Rosji, Szwecji, USA oraz Słowacji.

### Puchar Stanleya
Puchar Stanleya jest przechodnim trofeum National Hockey League, który corocznie zdobywa najlepsza drużyna fazy play-off. Puchar Stanleya jest najstarszym trofeum sportu profesjonalnego w Ameryce Północnej i otoczony jest przez liczne legendy i tradycje, z których najstarszą jest uroczyste picie szampana przez zwycięski zespół. W przeciwieństwie do trofeów pozostałych trzech głównych zawodowych lig Ameryki Północnej, nowy Puchar Stanleya nie jest wydawany co roku, lecz zwycięzca poprzedniej edycji przechowuje trofeum dopóki dopóty nie zostanie koronowany nowy mistrz. Jest to jedyne trofeum w sporcie zawodowym, na którym wygrawerowane są wszystkie zwycięskie nazwiska zawodników, trenerów, kierownictwa oraz pracowników klubu. Oryginalna miska zrobiona jest ze srebra. Mierzy 18,5 centymetra wysokości oraz 29 cm długości. Obecny Puchar Stanleya zwieńczony jest kopią oryginału miski, która wykonana jest z niklu. Dziś ma wysokość 89,5 cm i waży 15,5 kg.
Pierwotnie puchar nazywał się Dominium Hockey Challenge Cup. Trofeum zostało ufundowane w 1892 roku, przez ówczesnego gubernatora generalnego Kanady lorda Stanleya, jako nagroda dla najlepszej amatorskiej drużyny hokejowej w Kanadzie. W 1915 roku dwie zawodowe organizacje hokeja na lodzie National Hockey Association (NHA) i Pacific Coast Hockey Association (PCHA) osiągnęły porozumienie, według której ich mistrzowie mieli rozegrać spotkanie, którego zwycięzca zdobywał Puchar Stanleya. Po serii fuzji stał się de facto trofeum mistrzowskim NHL w 1926 roku. Puchar stał się de iure nagrodą za mistrzostwo NHL w 1947 roku.

## Członkowie
27 lutego 1994 roku szwedzcy hokeiści Tomas Jonsson, Mats Näslund i Håkan Loob zostało faktycznie pierwszymi członkami tego grona, gdy Szwecja zdobyła złoty medal na Zimowych Igrzyskach Olimpijskich 1994. Termin Triple Gold Club został wprowadzony pierwszy raz po Zimowych Igrzyskach Olimpijskich w Salt Lake City w 2002, kiedy członkami zostali zawodnicy reprezentacji Kanady, która wywalczyła wówczas złoto olimpijskie. 8 maja 2007 roku IIHF ogłosiła sformalizowanie "klubu" i jego członków, którzy zdobyli poszczególne trzy tytuły. Uroczystość miała odbyć się podczas trwających w Kanadzie mistrzostw świata w 2008 roku, jednak przeniesiono ją pierwotnie na start inauguracyjnego Pucharu Wiktorii we wrześniu 2008. Ostatecznie uroczyste otwarcie klubu wraz ze wszystkimi 22 członkami miało miejsce na igrzyskach w Vancouver 22 lutego 2010.
Najkrótszego czasu podczas kariery na zdobycie wszystkich trzech tytułów od pierwszego zwycięstwa potrzebowali Szwedzi Niklas Kronwall, Mikael Samuelsson i Henrik Zetterberg, zdobywając wszystkie trzy trofea w ciągu dwóch lat. Z drugiej strony Rosjanin Wiaczesław Fietisow na uzbieranie trzech trofeów potrzebował 19 lat. Jest on jednocześnie najstarszym graczem uzyskującym członkostwo w klubie – wstąpił do niego w wieku 39 lat i 48 dni. Kanadyjczyk Jonathan Toews jest najmłodszym graczem wśród członków klubu – trzeci tytuł (Puchar Stanleya) zdobył w wieku 22 lat i 42 dni. Wiaczesław Fietisow, jego rodak Igor Łarionow i Szwed Peter Forsberg są jedynymi hokeistami, którzy każde trofeum zdobyli więcej niż raz.
IIHF nie zalicza do tego grona pięciu Kanadyjczyków, którzy wygrywali w latach 1920, 1924 i 1928. W tych latach obowiązywała zasada podwójnego mistrzostwa. Zawodnicy zostawali jednocześnie mistrzami świata i olimpijskimi. Są to: Frank Frederickson, Haldor Halderson, Dunc Munro, Hooley Smith oraz Dave Trottier.
Według stanu z 25 lutego 2018 członkami Triple Gold Club zostało dwudziestu ośmiu zawodników: w tym dziewięciu Szwedów, dziesięciu Kanadyjczyków, siedmiu Rosjan i dwóch Czechów, a w gronie do tego czasu znalazło się sześciu obrońców i dwudziestu dwóch napastników. Jak dotychczas w tym gronie nie ma bramkarzy. Jako 28. wyróżniony został Rosjanin Pawieł Daciuk, który zdobył swoje trzecie trofeum, złoty medal Zimowych Igrzyskm Olimpijskich 2018, formalnie w ramach ekipy olimpijskich sportowców z Rosji z uwagi na wykluczenie reprezentacji Rosji.
Na turnieju MŚ 2022 wstęp do grona TGC uzyskał Fin Valtteri Filppula.

### Zawodnicy
| Zawodnik              | Data przyjęcia  | Mistrzostwo olimpijskie           | Mistrzostwo świata                           | Puchar Stanleya                                       |
| --------------------- | --------------- | --------------------------------- | -------------------------------------------- | ----------------------------------------------------- |
| Tomas Jonsson         | 27 lutego 1994  | Szwecja 1994                      | Szwecja 1991                                 | New York Islanders 1982, 1983                         |
| Mats Näslund          | 27 lutego 1994  | Szwecja 1994                      | Szwecja 1991                                 | Montreal Canadiens 1986                               |
| Håkan Loob            | 27 lutego 1994  | Szwecja 1994                      | Szwecja 1987, 1991                           | Calgary Flames 1989                                   |
| Walerij Kamienski     | 10 czerwca 1996 | ZSRR 1988                         | ZSRR 1986, 1989, 1990                        | Colorado Avalanche 1996                               |
| Aleksiej Gusarow      | 10 czerwca 1996 | ZSRR 1988                         | ZSRR 1986, 1989, 1990                        | Colorado Avalanche 1996                               |
| Peter Forsberg *      | 10 czerwca 1996 | Szwecja 1994, 2006                | Szwecja 1992, 1998                           | Colorado Avalanche 1996, 2001                         |
| Wiaczesław Fietisow * | 7 czerwca 1997  | ZSRR 1984, 1988                   | ZSRR 1978, 1981, 1982, 1983, 1986 1989, 1990 | Detroit Red Wings 1997, 1998                          |
| Igor Łarionow *       | 7 czerwca 1997  | ZSRR 1984, 1988                   | ZSRR 1982, 1983, 1986, 1989                  | Detroit Red Wings 1997, 1998, 2002                    |
| Aleksandr Mogilny     | 10 czerwca 2000 | ZSRR 1988                         | ZSRR 1989                                    | New Jersey Devils 2000                                |
| Władimir Małachow     | 10 czerwca 2000 | WNP 1992                          | ZSRR 1990                                    | New Jersey Devils 2000                                |
| Rob Blake *           | 24 lutego 2002  | Kanada 2002                       | Kanada 1994, 1997                            | Colorado Avalanche 2001                               |
| Joe Sakic *           | 24 lutego 2002  | Kanada 2002                       | Kanada 1994                                  | Colorado Avalanche 1996, 2001                         |
| Brendan Shanahan *    | 24 lutego 2002  | Kanada 2002                       | Kanada 1994                                  | Detroit Red Wings 1997, 1998, 2002                    |
| Scott Niedermayer *   | 9 maja 2004     | Kanada 2002, 2010                 | Kanada 2004                                  | New Jersey Devils 1995, 2000, 2003 Anaheim Ducks 2007 |
| Jaromír Jágr          | 15 maja 2005    | Czechy 1998                       | Czechy 2005, 2010                            | Pittsburgh Penguins 1991, 1992                        |
| Jiří Šlégr            | 15 maja 2005    | Czechy 1998                       | Czechy 2005                                  | Detroit Red Wings 2002                                |
| Nicklas Lidström *    | 26 lutego 2006  | Szwecja 2006                      | Szwecja 1991                                 | Detroit Red Wings 1997, 1998, 2002, 2008              |
| Fredrik Modin         | 26 lutego 2006  | Szwecja 2006                      | Szwecja 1998                                 | Tampa Bay Lightning 2004                              |
| Chris Pronger *       | 6 czerwca 2007  | Kanada 2002, 2010                 | Kanada 1997                                  | Anaheim Ducks 2007                                    |
| Niklas Kronwall       | 4 czerwca 2008  | Szwecja 2006                      | Szwecja 2006                                 | Detroit Red Wings 2008                                |
| Henrik Zetterberg     | 4 czerwca 2008  | Szwecja 2006                      | Szwecja 2006                                 | Detroit Red Wings 2008                                |
| Mikael Samuelsson     | 4 czerwca 2008  | Szwecja 2006                      | Szwecja 2006                                 | Detroit Red Wings 2008                                |
| Eric Staal            | 28 lutego 2010  | Kanada 2010                       | Kanada 2007                                  | Carolina Hurricanes 2006                              |
| Jonathan Toews        | 9 czerwca 2010  | Kanada 2010, 2014                 | Kanada 2007                                  | Chicago Blackhawks 2010, 2013                         |
| Patrice Bergeron      | 15 czerwca 2011 | Kanada 2010, 2014                 | Kanada 2004                                  | Boston Bruins 2011                                    |
| Sidney Crosby         | 17 maja 2015    | Kanada 2010, 2014                 | Kanada 2015                                  | Pittsburgh Penguins 2009, 2016, 2017                  |
| Corey Perry           | 22 maja 2016    | Kanada 2010, 2014                 | Kanada 2016                                  | Anaheim Ducks 2007                                    |
| Pawieł Daciuk         | 25 lutego 2018  | Olimpijscy sportowcy z Rosji 2018 | Rosja 2012                                   | Detroit Red Wings 2002, 2008                          |
| Jay Bouwmeester       | 12 czerwca 2019 | Kanada 2014                       | Kanada 2004, 2004                            | St. Louis Blues 2019                                  |
| Valtteri Filppula     | 29 maja 2022    | Finlandia 2022                    | Finlandia 2022                               | Detroit Red Wings 2008                                |

### Trenerzy
Pierwszym trenerem, który został członkiem Triple Gold Club był Mike Babcock, który 28 lutego 2010 roku poprowadził drużynę Kanady do mistrzostwa olimpijskiego, wcześniej zdobywając z nią mistrzostwo świata (2004) i w 2008 roku zostając mistrzem NHL jako trener Detroit Red Wings.
| Trener       | Data przyjęcia | Mistrzostwo olimpijskie | Mistrzostwo świata | Puchar Stanleya        |
| ------------ | -------------- | ----------------------- | ------------------ | ---------------------- |
| Mike Babcock | 28 lutego 2010 | Kanada 2010, 2014       | Kanada 2004        | Detroit Red Wings 2008 |

Legenda:
| *                                                                                           | Zawodnik jest członkiem Galerii Sław Hokeja. |
| Tekst pogrubioną czcionką oznacza tytuł po którym osoba została członkiem Triple Gold Club. |                                              |